# Средно училище „Сава Доброплодни“
Средно училище „Сава Доброплодни“ е гимназия в град Шумен, разположена на адрес: бул. „Мадара“ № 34 в жилищен комплекс „Добруджански“. Патронния си празник чества на 3 декември.

## Кратка история на училището
Училището е основано през 1962 г., сегашното си име получава на 12 май 1992 г. насам, наследник е на „Седмо основно училище“ и на „Единно средно политехническо училище“ с изучаване на руски език. В училището от 1992 г. се изучават чужди езици (английски, руски и немски) и изкуства (музикални инструменти – пиано, акордеон, класическа китара, гайда, кавал и др. народно и естрадно пеене; класически хор; народен хор; вокална група и други.